# Attilio Demaría
Atilio José Demaria (født 19. marts 1909, død 11. november 1990) var en argentinsk/italiensk fodboldspiller (angriber).
Demaría deltog ved VM 1930 i Uruguay for Argentinas landshold. Her spillede han én af argentinernes kampe i turneringen, der endte med at holdet vandt sølv efter finalenederlag til værtsnationen.
Efter turneringen rejste Demaría til Italien for at spille på klubplan for Inter. Han valgte efterfølgende også at repræsentere det italienske landshold, som han vandt guld med ved VM 1934 på hjemmebane. Han var på banen i én af italienernes kampe i turneringen, kvartfinalesejren over Spanien.